# Fontoura Xavier
Fontoura Xavier är en kommun i Brasilien.   Den ligger i delstaten Rio Grande do Sul, i den södra delen av landet, 1 500 km söder om huvudstaden Brasília. Antalet invånare är 10 712.
I omgivningarna runt Fontoura Xavier växer i huvudsak städsegrön lövskog. Runt Fontoura Xavier är det glesbefolkat, med 12 invånare per kvadratkilometer.